# Ghiaccio trasparente

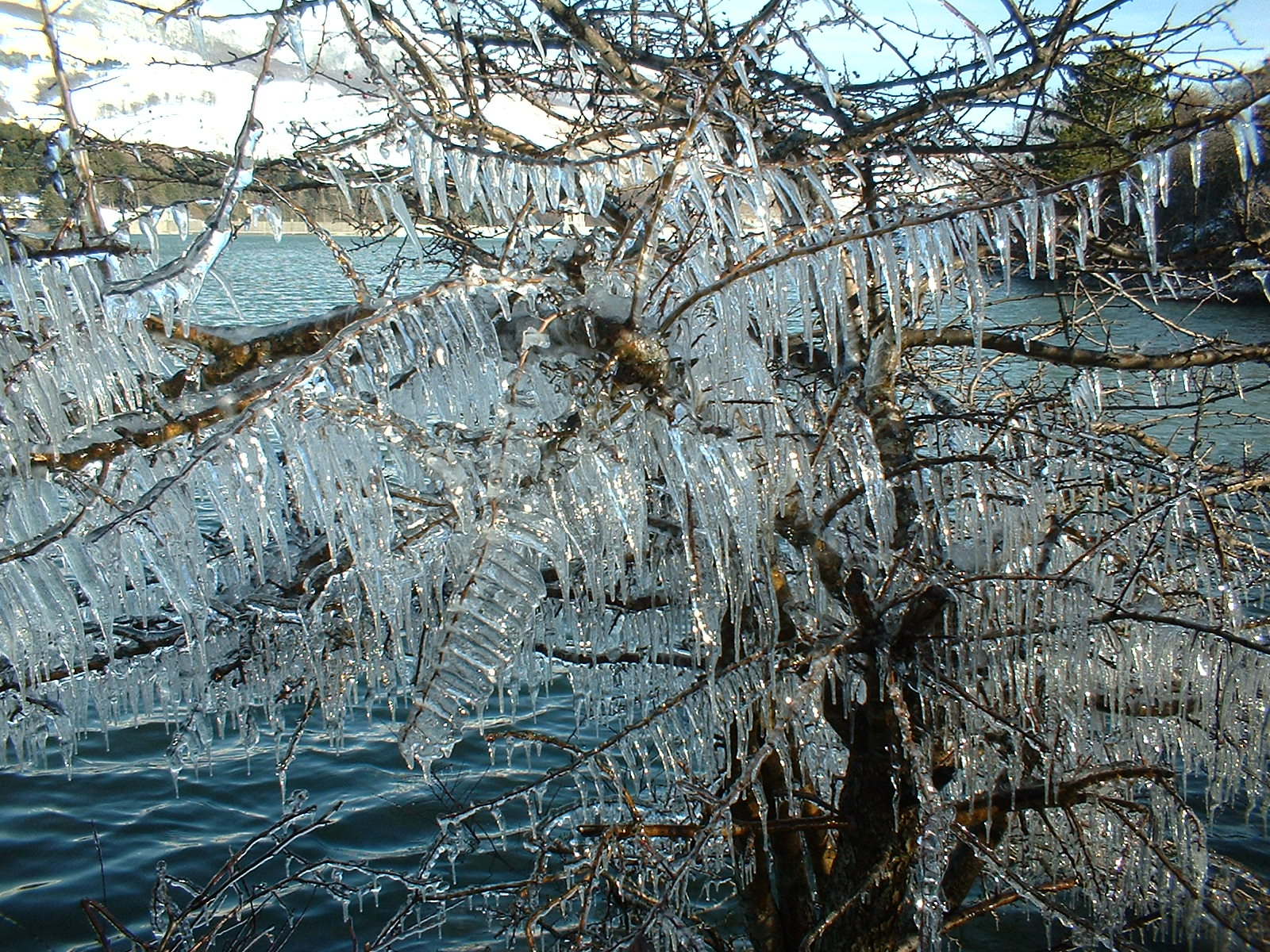
Ghiaccio trasparente con ghiaccioli su un cespuglio

Il ghiaccio trasparente, una forma particolare di ghiaccio vitreo, è un deposito di ghiaccio liscio e compatto, dovuto al congelamento di goccioline sopraffuse di nebbia o nube sugli oggetti la cui temperatura è inferiore o leggermente superiore a 0 °C. 

## Descrizione
Si tratta di uno strato di ghiaccio omogeneo, di solito trasparente, con una superficie frastagliata. Il ghiaccio trasparente si forma soprattutto sulle superfici di oggetti esposti al vento, in particolare nelle zone montane.
Si forma dal congelamento lento dell'acqua rimasta allo stato liquido dopo che è cessata la sopraffusione, che è quindi in grado di penetrare negli interstizi tra le particelle di ghiaccio prima del congelamento.
Il ghiaccio trasparente è assai tenace e si può rimuovere dagli oggetti solo rompendolo o riscaldandolo. Si forma con temperature dell'aria comprese tra 0 °C e −3 °C.
In periodi di tempo più lunghi si possono osservare depositi eterogenei di ghiaccio friabile, granuloso e compatto.

## In aeronautica
Le formazioni di ghiaccio vitreo sono frequenti sugli aerei e si formano sul lato del velivolo esposto al vento.

## Nomenclatura
Nelle vecchie edizioni dell'International Cloud Atlas il ghiaccio trasparente (clear ice) e il vetrone (glaze) erano entrambi elencati sotto un'unica voce, titolata «Glaze (clear ice)» definita come un «deposito di ghiaccio generalmente omogeneo e trasparente formato dal congelamento di goccioline di pioviggine o gocce di pioggia sopraffuse sugli oggetti la cui temperatura è sotto o poco sopra 0 °C; può anche essere prodotta dal congelamento immediatamente dopo l'impatto di goccioline di pioviggine o gocce di pioggia non sopraffuse con superfici la cui temperatura è assai sotto 0 °C». Questa definizione è identica a quella di Bilancini, che differenzia appunto ghiaccio trasparente (clear ice) da vetrone (glazed frost o glaze) ma li distingue solo per essere il primo prodotto da pioviggine sopraffusa e il secondo da pioggia sopraffusa e li fa ricadere entrambi nel ghiaccio vitreo senza mai parlare di nebbia sopraffusa, come nelle edizioni più recenti dell'International Cloud Atlas.